# Барбер, Даррен
Да́ррен Ба́рбер (англ. Darren Barber; род. 26 декабря 1968, Виктория) — канадский гребец, выступавший за сборную Канады по академической гребле в период 1986—2004 годов. Чемпион летних Олимпийских игр в Барселоне, дважды серебряный призёр чемпионатов мира, победитель этапов Кубка мира, победитель и призёр регат национального значения.

## Биография
Даррен Барбер родился 26 декабря 1968 года в городе Виктория провинции Британская Колумбия, Канада. Внук известного хоккеиста Сила Эппса, выступавшего в НХЛ за команду «Торонто Мэйпл Лифс». Приходится также племянником хоккеисту НХЛ Силу Эппсу младшему и двоюродным братом трёхкратной олимпийской чемпионке по хоккею Джиллиан Эппс.
Заниматься академической греблей начал в 1983 году, проходил подготовку во время учёбы в Брентвудском колледже в Милл-Бэй и в Викторианском университете, где состоял в местной гребной команде «Виктория Вайкс».
Впервые заявил о себе в гребле на международном уровне в сезоне 1986 года, выиграв бронзовую медаль в распашных безрульных четвёрках на мировом первенстве среди юниоров в Рачице.
В 1989 году вошёл в основной состав канадской национальной сборной и выступил в рулевых четвёрках на взрослом чемпионате мира в Бледе, сумел квалифицироваться здесь лишь в утешительный финал В и расположился в итоговом протоколе соревнований на 10 строке.
На мировых первенствах 1990 года в Тасмании и 1991 года в Вене дважды подряд становился серебряным призёром в восьмёрках.
Благодаря череде удачных выступлений удостоился права защищать честь страны на летних Олимпийских играх 1992 года в Барселоне. В программе восьмёрок в финале обошёл всех своих соперников, в том числе на 0,14 секунды опередил ближайших преследователей из Румынии, и тем самым завоевал золотую олимпийскую медаль.
После барселонской Олимпиады Барбер остался в составе гребной команды Канады на ещё один олимпийский цикл и продолжил принимать участие в крупнейших международных регатах. Так, в 1994 году на чемпионате мира в Индианаполисе он финишировал четвёртым в зачёте безрульных двоек.
В 1995 году в безрульных четвёрках занял 13 место на мировом первенстве в Тампере.
Находясь в числе лидеров канадской национальной сборной, благополучно прошёл отбор на Олимпийские игры 1996 года в Атланте. На сей раз показал в восьмёрках четвёртый результат, финишировав в секунде от призовых позиций. Вскоре по окончании этих соревнований принял решение завершить карьеру профессионального спортсмена.
В 2003 году после достаточно длительного перерыва Даррен Барбер вернулся в большой спорт, желая отобраться на Олимпийские игры в Афинах. Вместе с канадской восьмёркой он выиграл два этапа Кубка мира 2004 года, однако выступить на предстоящей Олимпиаде ему так и не довелось — главный тренер Майк Спраклен не взял его в команду. На этом Барбер окончательно завершил спортивную карьеру.
За выдающиеся спортивные достижения введён в Канадский олимпийский зал славы (1994).
По состоянию на 2013 год работал врачом в Альберте.